# Noriko Sengoku
Noriko Sengoku (千石規子, Sengoku Noriko), née le 29 avril 1922 et morte le 27 décembre 2012, de son vrai nom Reiko Mori (森礼子, Mori Reiko), est une actrice japonaise.

## Biographie

De g. à d. : Noriko Sengoku, Kingorō Yanagiya et Mayumi Shirabato en 1956.

Généralement cantonnée dans des seconds rôles, Noriko Sengoku est principalement connue pour avoir tourné plusieurs films avec Akira Kurosawa.
Elle a tourné dans près de 125 films entre 1948 et 2007.

## Filmographie partielle
- 1948 : L'Ange ivre (酔いどれ天使, Yoidore Tenshi?) d'Akira Kurosawa : Gin
- 1949 : Le Duel silencieux (静かなる決闘, Shizukanaru ketto?) d'Akira Kurosawa : Rui Minegishi
- 1949 : Le Chien enragé (野良犬, Nora-inu?) d'Akira Kurosawa : fille
- 1950 : Scandale (醜聞, Shubun?) d'Akira Kurosawa : Sumie
- 1950 : La Bête blanche (白い野獣, Shiroi yaju?) de Mikio Naruse : Hideko Miyoshi
- 1950 : Les Sœurs Munakata (宗方姉妹, Munekata kyōdai?) de Yasujirō Ozu :  la serveuse du « Sangin »
- 1950 : La Bataille de roses (薔薇合戦, Bara gassen?) de Mikio Naruse : la femme d'Ejima
- 1951 : L'Idiot (白痴, Hakuchi?) d'Akira Kurosawa : Takako
- 1951 : La Dame de Musashino (武蔵野夫人, Musashino fujin?) de Kenji Mizoguchi : servante chez Ono
- 1952 : La Vie d'O'Haru femme galante (西鶴一代女, Saikaku ichidai onna?) de Kenji Mizoguchi : Lady Sakurai
- 1954 : Les Sept Samouraïs (七人の侍, Shichinin no samurai?) d'Akira Kurosawa : femme de la famille Gono
- 1955 : Nuages flottants (浮雲, Ukigumo?) de Mikio Naruse : Yakushima no okaasan
- 1955 : Vivre dans la peur (生きものの記録, Ikimono no kiroku?) d'Akira Kurosawa] : Kimie Nakajima
- 1955 : Journal d'un policier (警察日記, Keisatsu nikki?) de Seiji Hisamatsu
- 1957 : Pays de neige (雪国, Yukiguni?) de Shirō Toyoda : la masseuse
- 1960 : Quand une femme monte l'escalier (女が階段を上る時, Onna ga kaidan wo agaru toki?) de Mikio Naruse
- 1961 : La Nuit des femmes (女ばかりの夜, Onna bakari no yoru?) de Kinuyo Tanaka : Shizuka
- 1964 : Kwaïdan (怪談, Kaidan?) de Masaki Kobayashi : villageoise (segment "La Femme des neiges")
- 1964 : Le Sabre (剣, Ken?) Kenji Misumi : Kiuchi
- 1965 : Invasion Planète X (怪獣大戦争, Kaijū daisensō?) d'Ishirō Honda : déléguée
- 1969 : La Bête aveugle (盲獣, Mōjū?) de Yasuzō Masumura : mère
- 1995 : C'est dur d'être un homme : Tora-san à la rescousse (男はつらいよ 寅次郎紅の花, Otoko wa tsurai yo: Torajirō kurenai no hana?) de Yōji Yamada : la mère de Lily